# Matěj Končal
Matěj Končal (* 8. Dezember 1993 in Pilsen) ist ein tschechischer Fußballspieler.

## Karriere

### Verein
Končal begann seine Karriere bei Viktoria Pilsen. Im August 2012 stand er in der Europa-League-Qualifikation gegen Ruch Chorzów erstmals im Kader der Profis. Im September 2012 debütierte er in der Gambrinus Liga, als er am sechsten Spieltag der Saison 2012/13 gegen den FK Dukla Prag in der 89. Minute für Michal Ďuriš eingewechselt wurde.
2013 wurde er an den Zweitligisten FK Varnsdorf verliehen. Nach zehn Spielen, in denen er einen Treffer erzielen konnte, kehrte er in der Winterpause der Saison 2013/14 zu Pilsen zurück. Nach seiner Rückkehr debütierte er im März 2014 in der Europa League, als er im Achtelfinal-Rückspiel gegen Olympique Lyon in der 84. Minute für Michal Ďuriš ins Spiel gebracht wurde.
Im April 2014 erzielte er bei einem 3:0-Sieg gegen den FK Teplice seinen ersten Treffer in Tschechiens höchster Spielklasse. In der Winterpause der Saison 2014/15 wurde er an den Ligakonkurrenten FK Mladá Boleslav verliehen. Für den FK Mladá Boleslav absolvierte er sieben Ligaspiele, in denen er ohne Treffer blieb.
Zur Saison 2015/16 wurde er für ein halbes Jahr an den 1. FK Příbram weiterverliehen. Zur Saison 2016/17 wechselte er zum FK Jablonec. Im Februar 2017 wurde er an den Zweitligisten FK Varnsdorf verliehen, für den er zu vier Ligaeinsätzen kam.
Zur Saison 2017/18 wechselte Končal zum Zweitligisten FK Baník Sokolov. Für Baník Sokolov absolvierte er in jener Saison 27 Spiele in der FNL, in denen er drei Treffer erzielte.

### Nationalmannschaft
Končal spielte 2012 erstmals für Tschechiens U-19-Auswahl. Im April 2013 debütierte er gegen die Slowakei für die U-21-Mannschaft. Im selben Jahr spielte er zudem erstmals für die U-20-Auswahl.